# Чхеан Вам
Чхеан Вам (кхмер. ឈាន វ៉ម; 19 апреля 1916, Баттамбанг, Французский Индокитай — 19 января 2000, Париж, Франция) — камбоджийский государственный деятель, премьер-министр Камбоджи (1948).

## Биография
В 1946 году был одним из создателей Демократической партии, в 1946—1948 годах — министр образования.
В феврале-августе 1948 года — премьер-министр Камбоджи. Как сторонник большей автономии не получил поддержки колониальных властей в решении обострившихся проблем: растущая инфляция, отсутствие налоговых поступлений, рост партизанских действий и отсутствие безопасности. В мае 1948 года в стране разварился политический скандал, связанный с контрабандой хлопка. В результате несколько депутатов от Демократической партии, в том числе вице-президент Национальной Ассамблеи Сэм Нин были исключены из партии. Премьер настаивал на дальнейшем расследовании, однако президент Ассамблеи Аю Кёус отказался удовлетворить его просьбу, опасаясь создать прецедент, который может ослабить парламент. Было проведено голосование, и 23 голосами против 21 запрос главы правительства был отклонен. Одновременно префект полиции Йем Самбаур уничтожил документы, связанные с парламентариями. Тогда глава кабинета попытался отправить Самбаура в отставку, но ему не удалось получить поддержку из его офиса. В результате в августе 1948 года он сам подал в отставку.
В 1948—1949 годах — министр обороны Камбоджи.
В 1960—1970-х годах — генеральный директор авиакомпании Air SONEXIM. Был противником диктатуры Лон Нола. В 1974 году эмигрировал во Францию, где и скончался.